# Émile Ricquier
Émile Ricquier, né le 3 février 1846 à Amiens et mort le 15 septembre 1906 est un architecte français. Il a été architecte en chef du département de la Somme.

## Biographie

### Famille
À sa naissance, il est déclaré né de père inconnu et enregistré sous le nom de Charles Émile Théodore Leroy, fils de Marcelline Prudence Leroy, née le 20 janvier 1820 à Amiens, domiciliée rue des Lombards à Amiens. Sa mère était « recercisseuse de velours » ou repriseuse. Il est reconnu et légitimé par mariage contracté à la mairie du 4e arrondissement de Paris le 24 juillet 1860 entre sa mère et Jacques Eugène Ricquier, surveillant de voitures, né le 2 octobre 1817 à Amiens.
Émile Ricquier eut trois frères. L'aîné, Gustave Jules Edouard, est né à Amiens, le 24 novembre 1842. Déclaré de père inconnu, il est enregistré sous le nom de Leroy. Son second frère, Alphonse Lucien, est né le 1er novembre 1848 à Amiens, également de père inconnu. Comme Charles Emile Théodore, ils seront légitimés par le mariage entre Jacques Eugène Ricquier et Marcelline Prudence Leroy, le 24 juillet 1860. Le frère cadet, Eugène Gustave Jules Ricquier, est né le 14 octobre 1857 dans l'ancien 9e arrondissement de Paris. Ce dernier décède le 10 août 1862, au no 89 de la rue Charenton Saint-Antoine dans le 12e arrondissement de Paris.
Sa mère, Marcelline Prudence Leroy, décède le 20 août 1862, au no 184 de la rue du Faubourg Saint-Antoine dans le 12e arrondissement de Paris.
Le 15 avril 1869, Émile Ricquier épousa Marie Louise Jacob à Amiens. Il est employé dans le cabinet de l'architecte Pinsard et demeure rue des Clairons à Amiens.
Il participe à la guerre de 1870 comme garde-mobile et soldat du génie.
Par ailleurs, il est domicilié de droit chez son père, Jacques Eugène Ricquier, concierge à Paris au no 27 de la rue Campagne. Son père, Jacques Eugène Ricquier, décède le 12 décembre 1890, au no 1 de la rue Cabanis dans le 14e arrondissement de Paris.
Celui-ci était né également de père inconnu et portait le nom de sa mère Ursule Eugénie Ricquier. Cette dernière, la grand-mère de Charles Émile Théodore Ricquier, était née le 2 pluviôse an IV à Amiens et décéda dans cette même ville le 27 novembre 1820 d'une phtisie pulmonaire. Elle exerçait le métier de « recercisseuse de velours ».
Charles Émile Théodore Ricquier et Marie Louise Jacob sont enterrés au Cimetière de La Madeleine à Amiens.

### Carrière professionnelle
Originaire du quartier Saint-Leu, à Amiens, il y fit son apprentissage. Il réalisa la plupart de ses œuvres à Amiens et dans les environs.
Un oncle le forme à la maçonnerie  puis il apprend le métier d'architecte dans les cabinets d'architectes parisiens et de Charles Joseph Pinsard à Amiens.
Émile Ricquier ouvre son cabinet d'architecte à l'âge de 30 ans et remporte un prix d'architecture en 1879.
Le 24 août 1884, le Conseil général du département de la Somme décida la construction d’un asile pour recevoir les aliénés du département, dont l'implantation est prévue à Dury. Les travaux sont confiés à Émile Ricquier. La construction de cet établissement débute en 1886 et il est inauguré le 17 octobre 1891.
En 1886, il est chargé de la construction du cirque municipal d’Amiens (dit actuellement cirque Jules-Verne), qui jusqu’alors n’était qu’un cirque temporaire construit en bois. L’architecte s’inspire du Cirque d'Hiver de Paris. Le bâtiment est inauguré le 23 juin 1889 par Théodore Rancy ; il fait partie de ce que l’on appelle les cirques Rancy, rares cirques d’hiver en France.
Émile Ricquier est également l’architecte de l'horloge Dewailly à Amiens, appelée aussi « horloge Marie-sans-chemise ». Il mit trois ans à constituer l’horloge dans un style rococo : il lui donne trois faces, qu’il fait éclairer au gaz ; le 4 août 1896, l’horloge est installée place Gambetta où passaient des tramways à l’époque. Albert Roze, sculpteur Amiénois réalise Marie-sans-chemise, installée un an après sur l’horloge de Ricquier.
Amiens lui doit également la salle d'hydrothérapie mauresque de l'hôtel Vagniez-Renon et le grand salon du musée de Picardie...

### Sociétés savantes et comités
Émile Ricquier est élu en 1883 comme membre de la fédération des architectes du Nord de la France.
Il est nommé en 1886 au comité départemental de la Somme pour l'exposition universelle et internationale de 1889 par le ministre du commerce et de l'industrie
Il est reçu à l'Académie des sciences, des lettres et des arts d'Amiens en 1892 après un discours sur l'amphithéâtre d'Arles, Jules Verne étant chargé de son accueil.

## Réalisations notables
- 1883-1886 La poste centrale d'Amiens ;
- 1883-1887 Lycée Madeleine-Michelis à Amiens ;
- 1886-1891 Asile d'aliénés de la Somme à Dury (actuel Centre hospitalier psychiatrique Philippe-Pinel) ;
- 1886-1889 Cirque Jules-Verne ;
- 1889 Ecole normale d'instituteurs, actuellement lycée Robert-de-Luzarches à Amiens ;
- 1895, L'église Saint-Vaast de style néo-roman et néo-byzantin à Cardonnette ;
- 1895, Usine de confection Lefèvre Calot et Cie, 70 rue des Jacobins à Amiens ;
- 1896-1897 Horloge Marie-sans-chemise avec Albert Roze ;
- 1898-1903 Couvent du Sacré-Cœur de Jésus et de Marie, maintenant lycée Saint-Remi ;
- 1900-1902, Construction de l'église Saint-Pierre de Cayeux-sur-Mer ;
- 1903-1904, Plans de la nouvelle maison d'arrêt d'Amiens, 445 route d'Albert (actuellement 85, avenue de la Défense-Passive).

## Galerie Photos

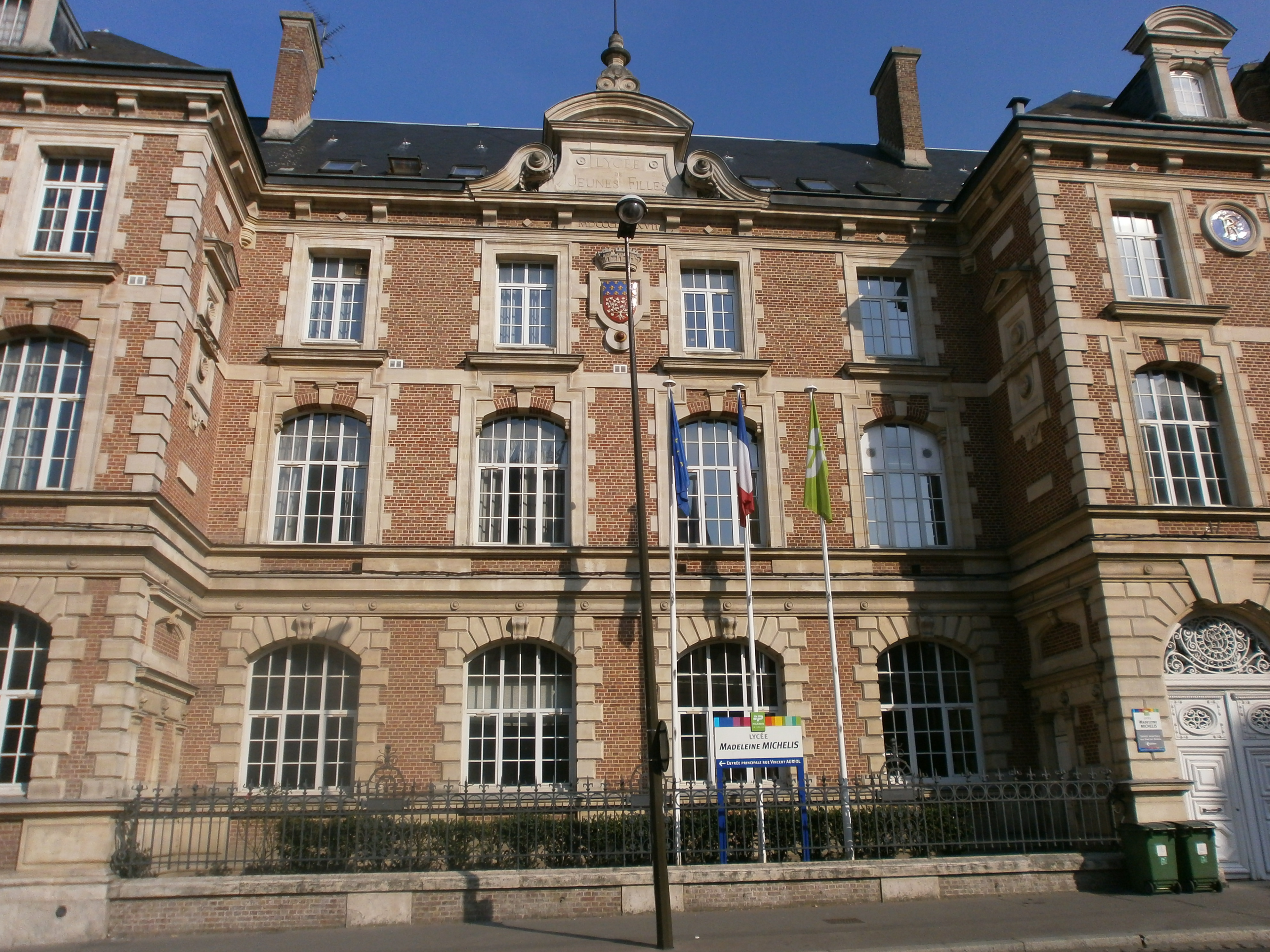
Lycée Madeleine-Michelis : façade sur rue des Otages.
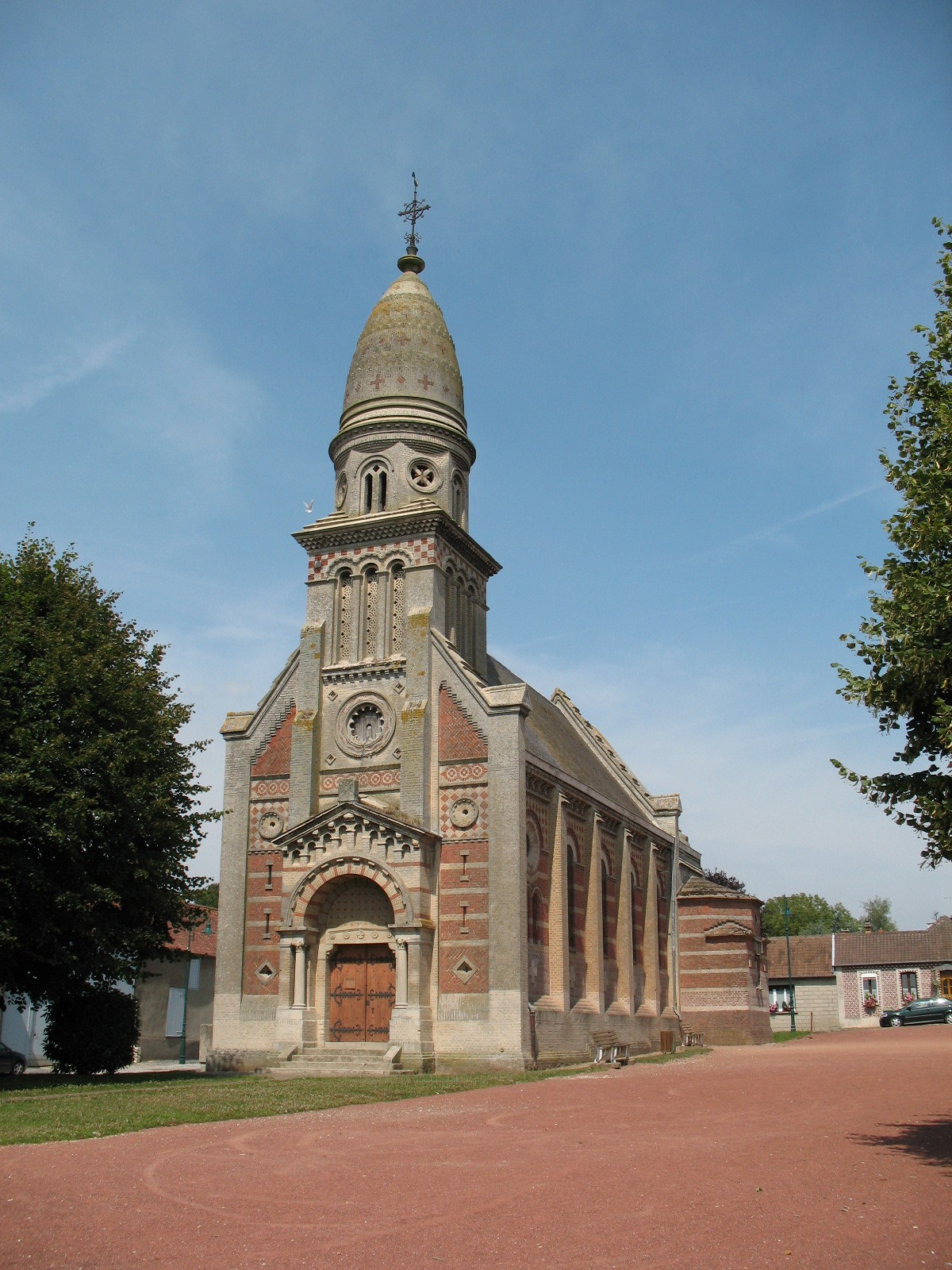
L'église Saint-Vaast de Cardonnette.
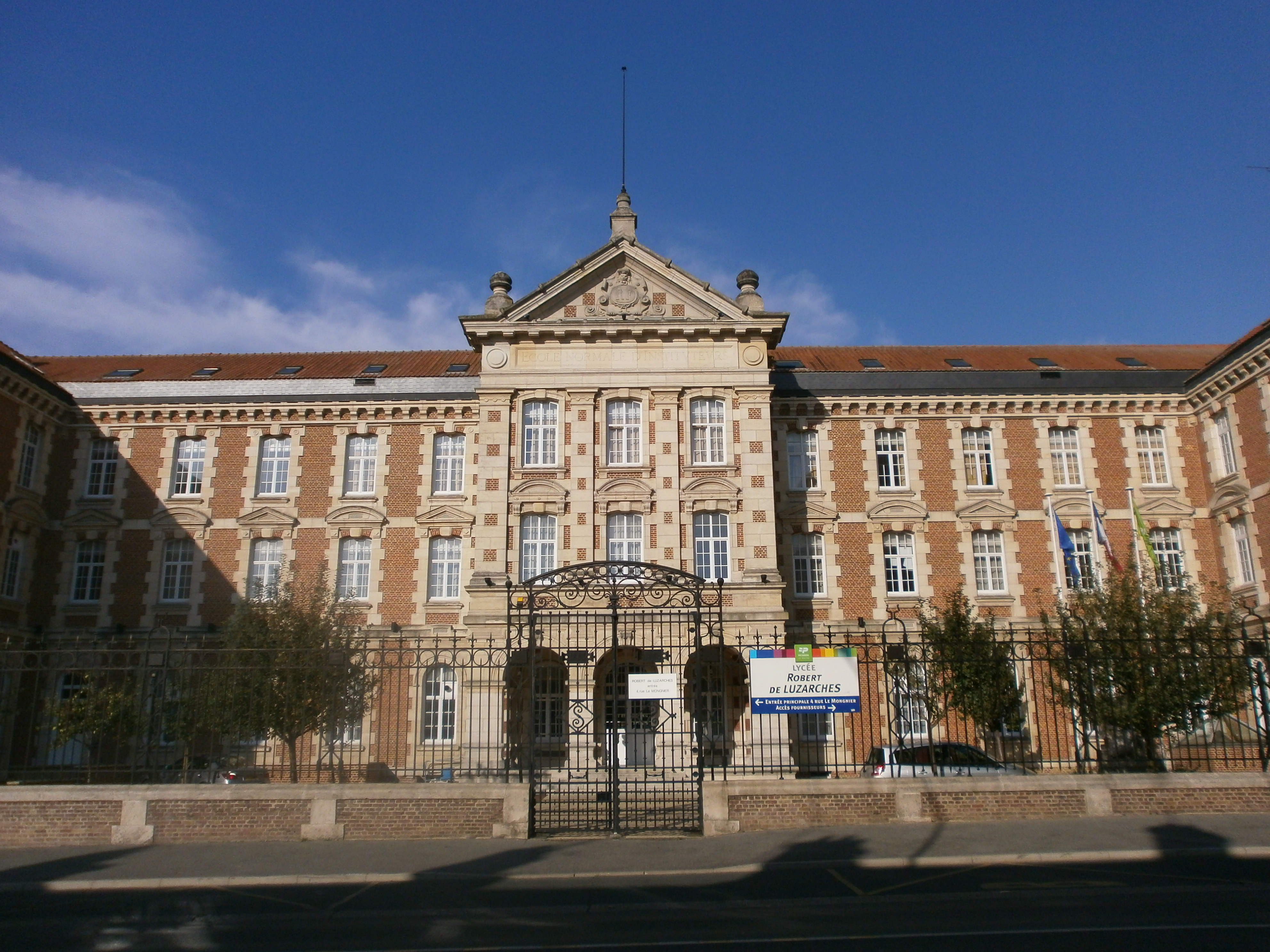
Lycée Robert-de-Luzarches, ancienne école normale d'instituteurs.
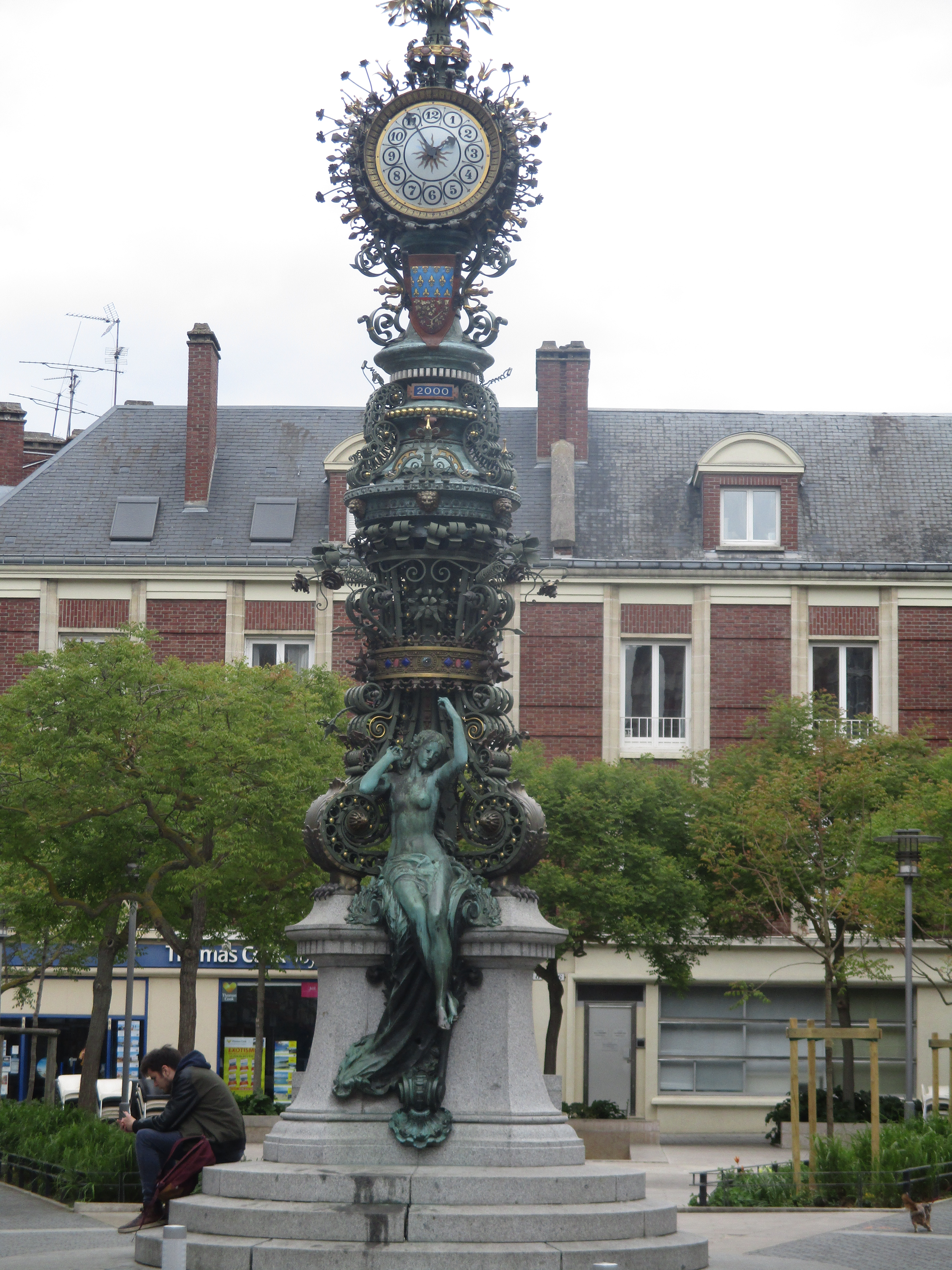
Horloge Marie sans chemise.
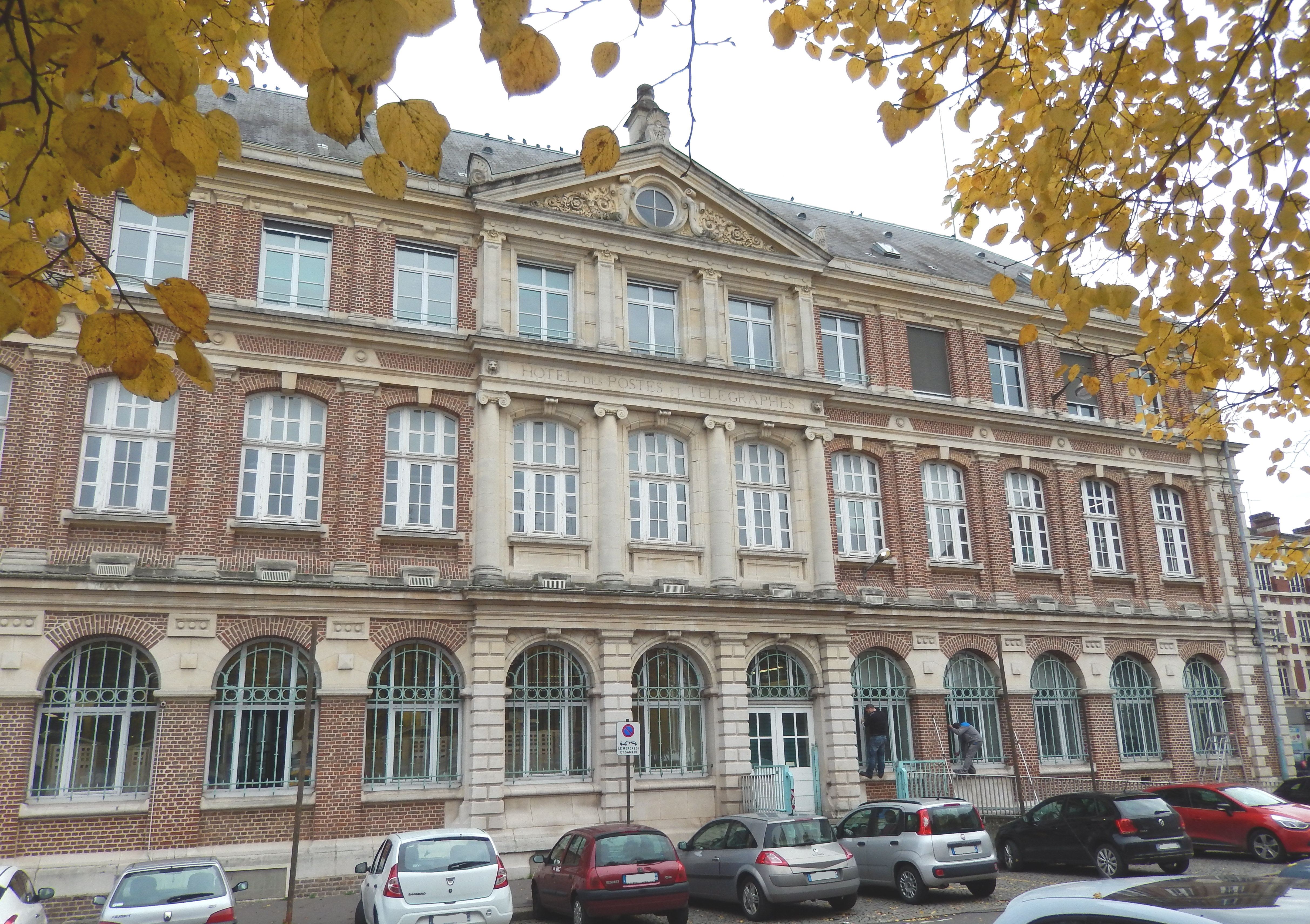
Poste centrale d'Amiens : façade ouest sur place Léon-Debouverie.
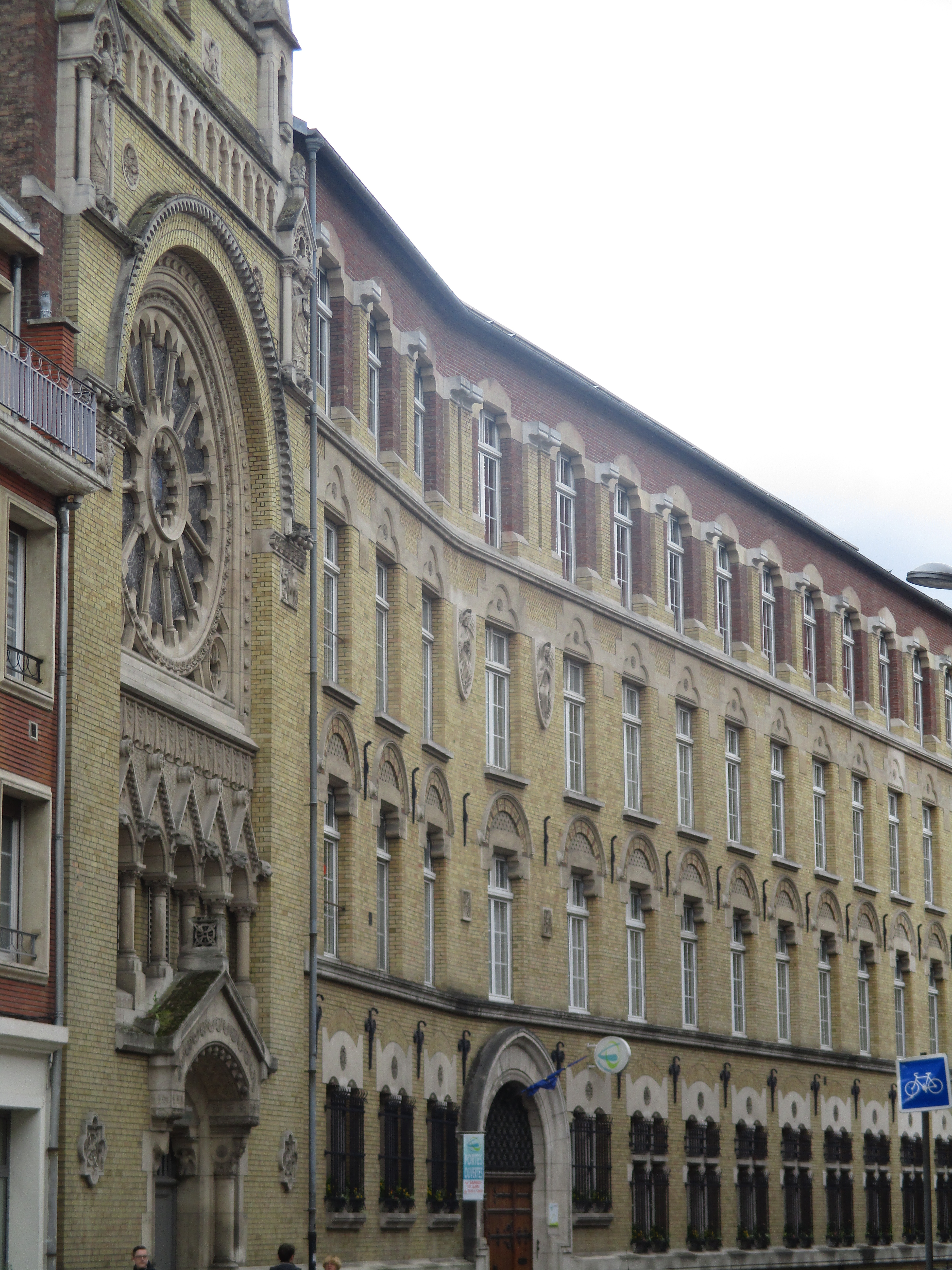
Lycée Saint-Rémi d'Amiens.